# Get the Balance Right!
A Get the Balance Right! című dal a brit Depeche Mode 1983. január 31-én megjelent kislemeze, melyet a londoni Blackwing stúdióban rögzítettek. Ez volt az első olyan kislemez, melyen Alan Wilder hivatalosan is a csapat tagjaként közreműködött. Wilder társszerzője volt a B. oldalon található "The Great Outdoors!" című dalnak is. 
A dal nem került fel a következő Construction Time Again című stúdióalbumra, azonban megjelent a  People Are People című amerikai válogatás albumon, és a The Singles 81-85 című válogatáson is. 

## B oldal
A B oldalon lévő "The Great Outdoors!" című dal egy instrumentális dal, mely az A Broken Frame turnén a kiválasztott műsorok bevezetőjeként szerepelt, miután a Revox gépükkel történt incidens tönkretette szinte az összes korábbi bevezetőjüket, az "Oberkorn (It's a Small Town)"-t is.
A 12-es vinyl kiadáson található a Tora! Tora! Tora! (Live), az első élő felvétel, amelyet a Depeche Mode kiadott. Megjelent továbbá a lemez limmitált kiadása, mely több élő dalt tartalmaz, úgy mint: "My Secret Garden", "See You" és "Satellite". Ez volt az első Depeche Mode kislemez, aminek limitált kiadása volt.

## Videoklip
A klipben Wilder szinkronizálja a dal első sorait, pedig David Gahan az énekes. A rendező Kevin Hewitt azt hitte, hogy Wilder az énekes, és túlságosan zavarban voltak, hogy rámutassanak a hibájára.

## Számlista
Minden dalt Martin Gore írt, kivéve a "The Great Outdoors!" című dalt, melyet Martin Gore és Alan Wilder írt.
7": Mute / 7Bong2 (Egyesült Királyság)
1. "Get the Balance Right!" – 3:12
2. "The Great Outdoors!" – 5:01

12": Mute / 12Bong2 (Egyesült Királyság)
1. "Get the Balance Right!" (Combination Mix)" – 7:56
2. "The Great Outdoors!" – 5:01
3. "Tora! Tora! Tora!" (Élő felvétel a londoni Hammersmidt Odeonból 1982.október 25-én) – 3:42

12": Mute / L12Bong2 (Limited Edition) (Egyesült Királyság)
1. "Get the Balance Right!" – 3:12
2. "My Secret Garden" (Élő felvétel a londoni Hammersmidt Odeonból 1982.október 25-én) – 7:28
3. "See You" (Élő felvétel a londoni Hammersmidt Odeonból 1982.október 25-én) – 4:11
4. "Satellite" (Élő felvétel a londoni Hammersmidt Odeonból 1982.október 25-én) – 4:28
5. "Tora! Tora! Tora!" (Élő felvétel a londoni Hammersmidt Odeonból 1982.október 25-én) – 3:42

12": Sire /  0-29704 (Egyesült Államok)
1. "Get the Balance Right!" (Combination Mix)" – 7:56
2. "The Great Outdoors!" – 5:01
3. "Tora! Tora! Tora!" (Élő felvétel a londoni Hammersmidt Odeonból 1982.október 25-én) – 4:00
4. "Get the Balance Right!" (Edited Mix)" – 3:12

- Megjelenés: 1983. szeptember 7. A második oldalon lévő első két szám egy dalként szerepel a lemezen, holott valójában két külön számról van szó.

- CD Single: Mute / CDBong2 (Egyesült Királyság) (Megjelent 1991. november 25-én a Singles Box Set #2 részeként)
- CD Single: Sire/ Reprise 40295-2 (Egyesült Államok) (Megjelent 1991. november 25-én a Singles Box Set #2 részeként)
- CD Single: Reprise/ CDBong2 (R2 78890A) (Egyesült Államok) Megjelent 2004. március 30-án a Singles Box Set #1 újrakiadás részeként.

1. "Get the Balance Right!" – 3:12
2. "The Great Outdoors!" – 5:01
3. "Get the Balance Right!" (Combination Mix)" – 7:56
4. "Tora! Tora! Tora!" (Élő felvétel a londoni Hammersmidt Odeonból 1982.október 25-én) – 4:00

## Slágerlista
| Slágerlista (1983)                    | Legjobb helyezés |
| ------------------------------------- | ---------------- |
| Írország (IRMA)                       | 16               |
| Egyesült Királyság (UK Singles Chart) | 13               |
| UK Indie (OCC)                        | 1                |
| US Hot Dance Club Songs (Billboard)   | 31               |

## Fordítás
- Ez a szócikk részben vagy egészben  a   Get the Balance Right! című angol Wikipédia-szócikk ezen változatának fordításán alapul.  Az eredeti cikk szerkesztőit annak laptörténete sorolja fel. Ez a jelzés csupán a megfogalmazás eredetét és a szerzői jogokat jelzi, nem szolgál a cikkben szereplő információk forrásmegjelöléseként.